# Katolička Crkva u Francuskoj Polineziji
Katolička Crkva u Francuskoj Polineziji dio je svjetske Katoličke Crkve pod duhovnim vodstvom pape i rimske kurije.
Katolici su druga najbrojnija vjerska zajednica u Francuskoj Polineziji te čine više od 38% stanovništva. Većinski su zastupljeni na Markižanskom otočju, Tuamotuu, Gambieru i Tahitiju.
Katolički misionari u više su navrata posjećivali polinezijske otoke s nizozemskim, francuskim, portugalskim i britanskim istraživačima, a stalna nazočnost katoličkih svećenika počinje dolaskom francuskih misionara na Tahiti 1834.
Ustrojena je u Nadbiskupiju Papeete i sufragansku Nadbiskupiju Talohae i Tefenuaenata. Na prostoru Francuske Polinezije Crkva je podijeljena u 57 župa. Pristune su dvije redovničke zajednice, Družba Presvetih srca Isusova i Marijina te Braća kršćanske poduke iz Ploërmela (Braća la Mennais). Prvostolna crkva je Katedrala Bezgrješnoga začeća Naše Gospe u Papeeteu.